# Aïn Deheb
Aïn Deheb, anciennement La Fontaine ou La Fontaine d'Or[réf. nécessaire], est une commune de la wilaya de Tiaret en Algérie.

## Géographie
La commune est située au Sud de la wilaya de Tiaret.
|          | Sougueur  |                           |
| Medrissa | Aïn Deheb | Zmalet El Emir Abdelkader |
|          | Aflou     |                           |

## Sources, notes et références
1. ↑  « Wilaya de Tiaret : répartition de la population résidente des ménages ordinaires et collectifs, selon la commune de résidence et la dispersion ». Données du recensement général de la population et de l'habitat de 2008 sur le site de l'ONS.